# Isidoro Gutiérrez de Castro y Cossio
Isidoro Gutiérrez de Castro y Cossio (Jerez de la Frontera, 1824-Burgos, 25 de enero de 1869) fue un periodista y político español, miembro de la Unión Liberal de Leopoldo O'Donnell, gobernador civil de Burgos al triunfar la Revolución de 1868. El 25 de enero de 1869 fue arrastrado por el claustro de la catedral de Burgos y linchado ante la puerta del Sarmental por una multitud que daba vivas a la religión y a Carlos VII.

## Biografía
Los datos básicos de su biografía quedaron fijados en la nota necrológica que le dedicó El Museo Universal en su ejemplar del 21 de febrero de 1869, en el que también publicaba un grabado de los trágicos sucesos firmado por Vicente Urrabieta:
Nacido hacia 1824, se educó en el colegio de padres escolapios de Archidona, de donde pasó al de Sevilla y posteriormente, con apenas quince años, a Inglaterra, donde completó su formación en un colegio de jesuitas. Viajó por Irlanda, Escocia, Francia, Bélgica y Alemania, especializándose en idiomas.
Hacia 1852 volvió a su ciudad natal, donde ejerció como redactor en el Diario de Jerez además de iniciarse en la política con el Bienio Progresista. Al concluir este, en 1857 fue nombrado por el gabinete dirigido por O'Donnell secretario del Gobierno civil de Ávila y posteriormente del de Córdoba, cargo del que dimitió al caer el Gobierno del duque de Tetuán.

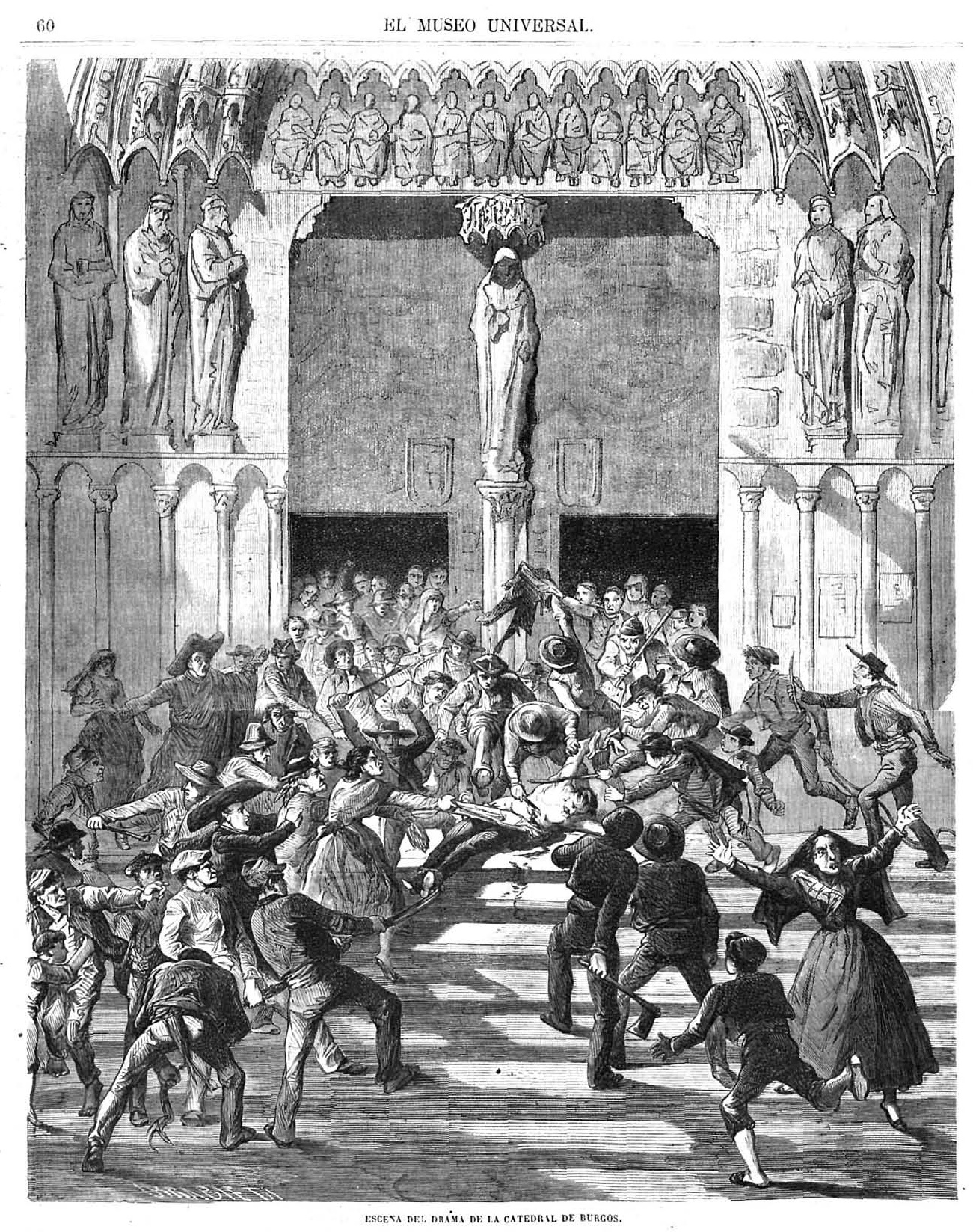
Escena del drama en la catedral de Burgos, grabado de Vicente Urrabieta publicado en El Museo Universal del 21 de febrero de 1869, año XIII, n.º 8. Una nota sin firma con el mismo título del grabado explicaba: «La circunstancia de haber hecho un apunte de los sucesos ocurridos en Burgos el 25 de enero próximo pasado uno de nuestros artistas accidentalmente de paso en dicha capital en aquellos días, decidió a nuestro editor a aprovechar esta oportunidad de ofrecerle en grabado a nuestros lectores, por ser propio del dominio del arte la representación fiel y auténtica de sucesos, que aunque tristes y dolorosos, van enlazados íntimamente con la historia de nuestras revoluciones políticas, y son una lección contra el fanatismo de los partidos».

Con el triunfo de la Revolución de 1868 fue nombrado gobernador civil de Burgos. El 25 de enero, al acudir a la catedral siguiendo la instrucción reservada dada por el ministro de Fomento Manuel Ruiz Zorrilla que ordenaba a los gobernadores civiles hacer inventario de los bienes eclesiásticos no directamente relacionados con el culto para su posterior incautación, fue recibido por una multitud apercibida y soliviantada por algún miembro del cabildo a pesar de la discreción con que se había querido actuar. Los congregados lograron entrar en el claustro donde comenzaron a golpear al gobernador, al que posteriormente arrastraron, inconsciente o quizá ya muerto, hasta el exterior de la catedral donde lo desnudaron y mutilaron.
En Madrid una manifestación convocada por la libertad de cultos para la noche del 26 de enero dio lugar a algunos incidentes al llegar noticias del asesinato y un grupo de manifestantes quemó un escudo pontificio arrancado de una iglesia ante el ministerio de justicia. Una vez que el ejército se hizo con el control de la situación se produjeron 140 detenciones, encontrándose entre los arrestados algún miembro del cabildo y la catedral fue cerrada hasta el 20 de marzo en que se reabrió con un acto de purificación por la sangre derramada. El Museo Universal publicó con tal motivo un nuevo grabado de la ceremonia en el interior catedralicio en su número del 28 de marzo. Se juzgó a sesenta personas en unos veinte juicios, en su mayoría gente humilde. Los miembros del cabildo procesados salieron absueltos por falta de pruebas y solo se dictó una condena a muerte, conmutada por cadena perpetua, beneficiándose el condenado poco después de una amnistía.
La nota necrológica de El Museo Universal añadía que a sus conocimientos de idiomas unía su erudición teniendo ya redactada una «excelente historia de la revolución de Inglaterra» y muy adelantada otra historia desde el reinado de los Reyes Católicos hasta «las guerras de las Comunidades, con cuyo vencimiento se hundió la libertad en nuestra patria».